# Elígeme
Elígeme es el segundo disco en vivo de Javier Krahe, editado originalmente en 1988. Se grabó en directo los días 22 y 23 de marzo de 1988, en la sala Elígeme, de Madrid. 
Supone un repaso por los temas de sus anteriores discos, además de incluir 4 canciones nuevas: Olé, tus tetas, Canadá, Canadá, Cuervo ingenuo (que ya había interpretado en el disco Joaquín Sabina y Viceversa en directo, de Joaquín Sabina) y Si lo llego a saber.
En 2009 fue reeditado por 18 Chulos en un pack junto a Sacrificio de dama y Versos de tornillo.

## Listado de temas
1. El topo (Javier Krahe) - 2:56
2. ¿Dónde se habrá metido esta mujer? (Javier Krahe / Alberto Pérez Lapastora) - 2:05
3. La hoguera (Javier Krahe) - 4:24
4. Marieta (Georges Brassens, traducida por Javier Krahe) - 3:20
5. La tormenta (Georges Brassens, traducida por Javier Krahe) - 5:30
6. El tío Marcial (Javier Krahe / Alberto Pérez Lapastora) - 5:30
7. El cromosoma (Javier Krahe / Jorge Krahe) - 3:22
8. Once años antes (Javier Krahe / Jorge Krahe) - 4:33
9. Señor juez (Javier Krahe) - 4:20
10. Olé, tus tetas (Javier Krahe / Antonio Sánchez) - 2:43
11. Sabanas de seda (Javier Krahe) - 5:15
12. Los caminos del señor (Javier Krahe) - 5:01
13. Canadá, Canadá (Javier Krahe) - 4:22
14. Cuervo ingenuo (Javier Krahe) - 4:46
15. Nembutal (Javier Krahe) - 4:43
16. Paréntesis (Javier Krahe) - 5:24
17. Si lo llego a saber (Javier Krahe) - 4:54
18. Villatripas (Javier Krahe / Alberto Pérez Lapastora) - 4:52

## Músicos
- Javier Krahe - Voz
- Lorenzo Azcona - Saxos y flauta
- Tito Larregui - Guitarra eléctrica
- Germán Muñoz - Contrabajo
- Antonio Sánchez - Guitarra acústica
- Jimmy Ríos - Batería y percusión